# 穆罕默德·塔希爾·艾拉
穆罕默德·塔希爾·艾拉（羅馬化：Muḥammad Ṭāhir Aylā；1951年—）為蘇丹前軍人和政治人物。2015年起擔任杰济拉州州長，直至在2019年2月獲委任為蘇丹總理，但不足兩個月後便因政變而遭去職。

## 生平
艾拉在1950年或1951年出生，畢業於經濟系。
1989年蘇丹政變後，艾拉獲任命為蘇丹海港公司董事，及後轉任蘇丹政府的道路及橋樑部長。
2005年，其獲委任為红海州州長。
2017年11月，蘇丹總統奥马尔·巴希尔表示若艾拉在2020年競選總統，巴希尔將會提供支持。艾拉回應表示：「杰济拉州人民和我的請求是巴希尔在2020年連任並展開第三個任期。這亦是所有蘇丹人的請求」。
2019年2月，蘇丹總統頒布緊急狀態令，其後將總理莫塔茲·穆薩及所有閣員革職，艾拉獲委任為看守政府總理，希望平息國內長久的民怨。2月24日，艾拉以及第一副總統在總統面前宣誓就職。
作為前紅海州長後的艾拉就任總理後不足一個月，隨即下令要求處理紅海的水資源問題，並表示全力支持地方政府的努力。
自看守政府成立後，政府內部一直懸空。直至3月14日，艾拉公佈內閣名單，以穩定政府。但國內民憤則尚未被平息，國內仍然爆發示威要求巴希爾下台。埃及總統塞西表示將會繼續支持艾拉施政。